# Олифа
Оли́фы (от др.-греч. ἄλειφα — мазь, масло) — плёнкообразующие вещества (прозрачные жидкости от жёлтого до вишнёвого цвета) на основе растительных масел, подвергнутых термической обработке, либо алкидных смол. Олифы хорошо смачивают дерево и металл. Применяются в качестве лака, защитных покрытий, пропиток, основы для красок и пр.

## История
Старое название натуральной олифы — «варёное масло». В некоторых древних рецептах в состав олиф вводится янтарь и пр. смолы, по современной классификации такие составы относятся к лакам.
Исторически олифа применялась для покрытия и пропитки дерева, в качестве основного средства защиты деревянных изделий от влаги, гниения и древесных паразитов. В XX веке, когда появились другие средства защиты дерева, в том числе и более эффективные, применение олифы ограничилось покрытием внутренней деревянной отделки помещений и предварительным покрытием пористых поверхностей под последующую покраску (предварительное покрытие олифой улучшает прилипание краски и снижает её расход за счёт уменьшения впитывания в поверхность). Также олифа применяется в качестве основы для масляных красок, шпатлёвок.

## Принцип действия
Многие растительные масла, оставаясь на воздухе, под влиянием кислорода, света и теплоты, густеют, а в тонком слое «высыхают» (полимеризуются), превращаясь в полутвёрдую массу. Это характерное свойство присуще тем растительным маслам, в состав которых входят полиненасыщенные жирные кислоты, в частности линолевая и линоленовая. Чем больше глицеридов непредельных жирных кислот в масле и выше его йодное число, тем большей способностью высыхания обладает масло. Наибольшим содержанием глицеридов линоленовой и линолевой кислот отличаются масла: льняное — с содержанием их до 80 % (йодное число 175—204) и конопляное — с содержанием до 70 % (йодное число 145—167). Другие масла, как подсолнечное, маковое, ореховое, содержащие от 30 до 50 % глицеридов линоленовой кислоты, высыхают слабее и медленнее. Растительные масла: сурепное, оливковое (йодное число 75—94) и др., содержащие только следы линоленовой кислоты, лишены способности высыхания (однако оливковое масло загустевает). Касторовое масло не высыхает и не загустевает.
Йодное число масла по мере высыхания уменьшается.
Минеральные масла не содержат ненасыщенных жирных кислот, а потому не подвержены полимеризации на воздухе (не высыхают).
Растительное масло в своём естественном виде, даже при большом содержании линоленовой кислоты, окисляется чрезвычайно медленно. Для сокращения времени высыхания масло подвергают термообработке с добавлением в его состав сиккативов. При нагревании в масле разлагаются вещества, замедляющие отвердение, а сиккативы обеспечивают более быстрое окисление. Таким образом получаются олифы — составы, которые в течение 6—36 часов (в зависимости от состава, технологии приготовления и применённых добавок) после нанесения на поверхность превращаются в твёрдую, эластичную плёнку. Большинство современных олиф имеет время высыхания порядка суток.

## Виды олифы
В настоящее время производится три типа масляной олифы: натуральная, оксоль и комбинированная, а также алкидные и композиционные олифы.

### Масляные олифы
Все масляные олифы производят из растительного масла с добавлением сиккатива — вещества, ускоряющего высыхание масла. В процессе изготовления олифы масло подвергается фильтрации и термической обработке. В качестве сиккативов используются соединения металлов, таких как кобальт, свинец, марганец, железо, цирконий, литий, стронций. Процентное содержание сиккативов в олифе незначительно. Их наличие ускоряет окисление масла за счёт того, что сиккатив активно поглощает кислород воздуха, который и идёт на окисление. Воздействие сиккатива на олифу не прекращается после высыхания, поэтому добавление слишком большого его количества недопустимо — покрытие быстро темнеет, становится хрупким. Состав сиккатива существенно влияет на скорость высыхания олифы, так, например, полиметаллические сиккативы дают скорость высыхания, в несколько раз большую монометаллических.

#### Натуральная олифа
Выпускаемая промышленностью натуральная олифа должна соответствовать требованиям ГОСТ 7931-76. Согласно этому ГОСТу, натуральная олифа практически полностью должна состоять из подвергнутого переработке натурального растительного масла, без содержания химических растворителей. В составе допускается только льняное или конопляное масло, без подсолнечного. Оставшуюся долю до 3 % занимает масляный сиккатив на основе свинца, марганца или кобальта.
Масло в процессе производства проходит длительную (до 12 часов) термообработку (томление) при температуре около 300 °C, с продувкой воздухом или без таковой. Олифа, полученная термообработкой без продувки, называется полимеризованной (базовая, стандартная олифа), а с продувкой — окисленной, или оксидированной.
Натуральная олифа имеет вид прозрачной маслянистой жидкости светлого или темного оттенка в зависимости от сорта со слабым сладковатым запахом соответствующего масла.  Наиболее прозрачной является льняная олифа высшего сорта — она должна быть в восемь раз прозрачнее натуральной конопляной олифы по йодометрической шкале.
Время высыхания натуральной олифы не должно превышать 24 часа при температуре 20—22 °C.
На российском рынке широко распространены подделки натуральной олифы, вплоть до полного отсутствия натуральной олифы в некоторых регионах. Подделки изготавливают на основе подсолнечного масла и других видов растительных масел, масляного отстоя, продуктов нефтехимии, которые не соответствуют утверждённым техническим требованиям по цвету, прозрачности, запаху и скорости высыхания. Хотя контрафактная «натуральная» олифа и может быть пригодна для некоторых видов строительных работ, но по эстетическим свойствам она обычно уступает натуральной.

#### Олифа «Оксоль»
Олифа «Оксоль» должна соответствовать требованиям ГОСТ 190-78. Оксоль изготавливается из натуральных растительных масел, льняного и конопляного (сорт П) либо из подсолнечного, или соевого, или сафлорового, или кукурузного, или виноградного, или рыжикового, или их смесей с возможностью частичной замены (до 40 %) их нефтеполимерными смолами, а также сиккативов. Сиккативы в оксоли используются нафтенатные, масляные плавленые, жирнокислотные, а также на основе металлов марганца, свинца, кобальта или их смеси.
Содержание нелетучего масла и смол в оксоли должно составлять 55 %, в качестве растворителя может быть использован уайт-спирит, живичный скипидар, нефрас. На растворители обычно приходится 40 %, оставшиеся 5 % — сиккатив. Из-за наличия в составе растворителя данная олифа имеет резкий неприятный запах, сохраняющийся некоторое время даже после высыхания покрытия. Оксоль существенно дешевле натуральной олифы, незначительно отличается от неё по внешнему виду и свойствам. Более качественной считается оксоль, изготовленная на основе льняного масла — её покрытие сочетает твёрдость, эластичность, водостойкость и максимальную среди видов олифы долговечность. Более дешёвая олифа на основе подсолнечного масла даёт худшее покрытие, чем льняная. Оксоль на основе рыжикового масла имеет наиболее темный цвет.

#### Комбинированные олифы
Комбинированные олифы отличаются от оксоли только соотношением количества ингредиентов: в них содержится около 30 % растворителя, в качестве которого также используется уайт-спирит. На тонну олифы расходуется порядка 700 кг масла.

### Алкидные олифы
Алкидные олифы производятся из алкидных смол, разведённых растворителями и модифицированных маслами. Также, как в масляные олифы, в алкидные добавляется сиккатив. По типу смолы алкидные олифы подразделяются на глифталевые, пентафталевые и ксифталевые. Алкидные олифы выпускаются в виде растворов в уайт-спирите. Алкидные олифы экономичнее масляных — на приготовление тонны олифы уходит порядка 300 кг растительного масла.

### Композиционные (синтетические) олифы
Самый дешёвый вид олифы — композиционная. Это олифа, основными компонентами которой являются не натуральные масла и смолы, а их синтетические заменители, главным образом — продукты нефтепереработки. Состав композиционных олиф может варьироваться, на них не существует ГОСТа, они производятся по техническим условиям (ТУ). Композиционные олифы по виду могут заметно отличаться от натуральной олифы или оксоли — их цвет может быть более светлым, с красноватым оттенком, они могут быть прозрачными. Они имеют резкий запах, часто — большое время высыхания, а также отличаются неравномерностью свойств — в зависимости от состава могут вести себя совершенно по-разному. Так, например, композиционные олифы, изготовленные на основе фуза — осадка натурального растительного масла, — вообще не высыхают, а покрытые ими поверхности не поддаются окрашиванию. Олифы на основе скопа (комбинации нефтеполимерных смол) могут либо не сохнуть вообще, либо давать после высыхания стекловидную плёнку, постепенно осыпающуюся с поверхности.

## Применение и свойства олифы

### Производство красок
Масляные и алкидные олифы используются для приготовления красок. Из экономических соображений чаще на изготовление обычных масляных красок идут алкидные олифы, как более дешёвые. Натуральные масляные олифы чаще используются для разведения густотёртых красок. Композиционные олифы в лакокрасочном производстве применения не нашли, главным образом, из-за крайне низкого качества получаемого покрытия.

### Обработка поверхностей
Все виды олиф используются для пропитки и покрытия деревянных поверхностей и различных изделий из дерева.
Стойкость большинства олиф к атмосферным воздействиям уступает другим доступным средствам защиты поверхностей, поэтому применение олиф в чистом виде (не в составе красок) для наружных работ ограничено. Использовать натуральную олифу, самую дорогую из всех олиф, для наружных работ в настоящее время вообще нет никакого смысла — покрытие придётся постоянно обновлять, что очень дорого и непрактично. Использовать натуральную олифу для предварительного покрытия поверхностей под покраску также бессмысленно, так как для этого лучше подходит более дешёвые олифы — оксоль и алкидные. Стойкость к атмосферным воздействиям максимальна у алкидных олиф — покрытие алкидной олифой приблизительно вдвое долговечнее, чем любой масляной олифой. В любом случае лучше использовать олифу в наружных работах только в качестве предварительного покрытия под последующую покраску.
Для внутренних работ, с точки зрения удобства использования и экологичности, преимущество имеет натуральная масляная олифа — она практически не пахнет, покрытие не выделяет вредных для здоровья веществ, работа по покрытию также не связана с вредом для здоровья. Но из-за дороговизны этой олифы чаще для внутренних работ применяют оксоль (или алкидные олифы). Из-за пахучести оксоли работы с нею необходимо производить в хорошо проветриваемом помещении. До полного высыхания нанесённое покрытие продолжает выделять пары уайт-спирита, из-за чего в помещении до нескольких суток сохраняется характерный запах.
Композиционные олифы, как правило, токсичны, причём не только в период высыхания — поверхность, покрытая композиционной олифой, может продолжать пахнуть и выделять вредные вещества в течение нескольких лет после нанесения покрытия. Поэтому композиционные олифы могут использоваться только для обработки деревянных и других пористых поверхностей при наружных работах, а также в нежилых помещениях с хорошей вентиляцией. Их не рекомендуют применять для внутренних работ в квартирах и других жилых помещениях.